# Adair (Oklahoma)
Adair é uma cidade  localizada no estado norte-americano de Oklahoma, no Condado de Mayes.

## Demografia
Segundo o censo norte-americano de 2000, a sua população era de 704 habitantes.
Em 2006, foi estimada uma população de 714, um aumento de 10 (1.4%).

## Geografia
De acordo com o United States Census Bureau tem uma área de
11,7 km², dos quais 11,7 km² cobertos por terra e 0,0 km² cobertos por água. Adair localiza-se a aproximadamente 201 m acima do nível do mar.

## Localidades na vizinhança
O diagrama seguinte representa as localidades num raio de 16 km ao redor de Adair.